# Deprea oxapampensis
Deprea oxapampensis är en potatisväxtart som beskrevs av M.A.Cueva, Treviño. Deprea oxapampensis ingår i släktet Deprea och familjen potatisväxter. Inga underarter finns listade i Catalogue of Life.